# La strada dei peccatori
La strada dei peccatori (Street of Sinners) è un film del 1957 diretto da William Berke.
È un film d'azione a sfondo drammatico statunitense ambientato a New York con George Montgomery, Geraldine Brooks e Nehemiah Persoff.

## Produzione
Il film, diretto da William Berke su una sceneggiatura di John McPartland e un soggetto di Philip Yordan, fu prodotto dallo stesso Berke per la Security Pictures e girato a New York (gli interni nei Biltmore Studios) dall'ottobre del 1956. Il titolo di lavorazione fu  Cross-Up. La canzone della colonna sonora intitolata Ricky's Theme Song fu composta da Danny Welton.

## Distribuzione
Il film fu distribuito con il titolo Street of Sinners negli Stati Uniti nel settembre del 1957 al cinema dalla United Artists.
Altre distribuzioni:
- in Germania Ovest l'11 luglio 1958 (Straße der Sünderinnen)
- in Austria nell'ottobre del 1958 (Straße der Sünderinnen)
- in Svezia il 2 gennaio 1959 (Syndens gata)
- in Brasile (Rua dos Fracassados)
- in Grecia (O dromos ton amartolon)
- in Italia (La strada dei peccatori)

## Promozione
La tagline è: Only the Devil is the Winner... on the Street of Sinners!.